# Avelino Pousa Antelo
Avelino Pousa Antelo (Arzón, A Baña - 14 de maig de 1914 - Teo, 20 d'agost de 2012), també conegut amb el pseudònim Lucho do peto, fou un intel·lectual i periodista gallec.
Va ser president de la Fundació Castelao, vicepresident de la Fundació Fernández Florez i vocal de les Fundacions Pedrón de Ouro i Alexandre Bóveda.
Com a periodista, va ser col·laborador en els anys 30 de La Voz de Barcala —òrgan de la Federació Agropecuària del districte de Negreira—, i va publicar centenars d'articles en diferents publicacions sobre temes agraris i cooperatius, a més de sobre temes polítics.

## Biografia
Va estudiar durant sis anys a la Universitat Pontifícia Compostela, després Magisteri també a Santiago, dos cursos de Comerç a Lugo i Gerent de Cooperatives a Saragossa.
En 1936 va fer propaganda de l'Estatut d'Autonomia de Galícia d'aquest any com a afiliat a la Federación de Mocedades Galeguistas amb Francisco Fernández del Riego, Isaac Díaz Pardo i Xaime Illa Couto.
Després de la Guerra Civil Espanyola va desenvolupar una intensa labor agrarista i cooperativista en Galícia. En 1946 va ser becat en la Missió Biològica de Galícia, dirigida per Cruz Gallastegui Unamuno, i en 1948 va començar a dirigir l'Escola Agrícola de la Granja de Barreiros, a Ortoá (Sarria), gràcies al suport del filantrop Antonio Fernández López, qui va mantenir aquesta institució en funcionament amb els seus propis fons fins a la seva mort, en 1971.
En 1955 es va traslladar a La Orotava (Tenerife) on va treballar com a mestre i com a Tècnic Agrícola del Laboratori del Cabildo Insular de Tenerife. Va tornar a Galícia en 1960 per treballar com a tècnic de SEMISA, empresa productora de llavors, però va tornar a traslladar-se aquest mateix any, ara a Saragossa, per dirigir una empresa ramadera (AIVESA).
Com a fruit de la seva labor de promoció agrària en premsa, en 1963 va ser guardonat amb el Premi Ramón Mourente de temes agraris i en 1964 amb el premi "Luís Sánchez Harguindey" pel mateix motiu.
En 1970 va tornar a Galícia per treballar com a mestre a Pontecesures fins a la seva jubilació el gener de 1983.
L'Associació Galega de Cooperatives Agràries li va atorgar en 1998 la Insígnia d'Or i Esmalt de la Unió de Cooperatives.
L'any 2000, la Universitat de Santiago de Compostel·la li va atorgar la seva Insígnia d'Or.

## Obres
- Temas de Agricultura (1951)
- Cooperativa de explotación comunitaria para unha parroquia rural (1968)
- ¿Valen ou non as cooperativas comunitarias para o campo galego? (1971)
- Reforma das Estructuras Agrarias de Galicia (1971)
- A Escola Agrícola de Granxa Barreiros (1988)
- Galicia, tarefa urxente (1992)